# Morpho melacheilus
Morpho melacheilus är en fjärilsart som beskrevs av Otto Staudinger. Morpho melacheilus ingår i släktet Morpho och familjen praktfjärilar. Inga underarter finns listade i Catalogue of Life.